# 고진 (1961년)
고진(高晋, 1961년 10월 11일~)은 대한민국의 관료, 기업인이다.

## 주요 이력

### 주요 경력
- 1994.10 - 2008.12 바로비젼(주) 대표이사(창업)
- 2009.01 - 2017.03 갤럭시아커뮤니케이션즈 사장, 대표이사(2014.3~2017.3)
- 2011.09 - 2018.03 한국모바일산업연합회(MOIBA)  회장
- 2013.04 - 2014.12 국가과학기술심의회(NSTC) 첨단융합전문위원회 위원
- 2014.08 - 국가과학기술연구회(NST) 융합연구위원회 위원
- 2015.01 - 2016.12 국가과학기술심의회(NSTC) ICT·융합전문위원회 위원장
- 2017.03 - 2018.7 더불어민주당 신성장특별위원회 공동위원장
- 2017.06 - 2021.06 ㈜효성, ㈜효성중공업 상임고문
- 2017.10 - 2020.2 4차산업혁명위원회 산업경제혁신위원회 위원장
- 2017.12 - 2021.6 4차산업혁명위원회 스마트시티특별위원회 위원
- 2017.12 - 현재 한국공학한림원 일반회원, 정회원(2020.12~)
- 2018.01 - 국회 (사)혁신경제 공동대표
- 2018.03 - 지역산업위기심의위원회 위원장
- 2020.10 - 현재 한국과학기술기획평가원(KISTEP) 이사
- 2021.09 - 현재 서울대학교 ITRC 산학협력증진교수
- 2021.12 - 현재 한국메타버스산업협회 회장
- 2021.12 - 2022.03 국민의힘 선대위 국민공감미래정책단 공동단장
- 2022.07 - 2024.08 대통령직속 디지털플랫폼정부위원회 위원장
- 2024.09 - 한국무역정보통신 사장
- 2024.09 - 현재 대통령 직속위원회 국가인공지능위원회 위촉직 위원

### 학력
- 서울대학교 전자공학과 학사
- 미국 시러큐스 대학교 대학원 컴퓨터공학과 공학석사
- 미국 시러큐스 대학교 대학원 컴퓨터공학과 공학박사

## 가족 관계
- 아버지: 고건(髙建, 1938년 1월 2일 ~ )
- 어머니: 조현숙(趙賢淑, 1938년 ~ 2021년 9월 29일)
- 첫째 동생: 고휘(1962년 ~ )
- 둘째 동생: 고위(1968년 ~ )

## 주요 업적
1) 국내 대표적인 동영상 압축기술 회사
1994년부터 2014년까지 동영상 압축 기술(MPEG-1, MPEG-2, MPEG-4) 기반의 제품 개발에 매진하여 국내 시장을 선도하고 기술 수출까지 이루어 내었다. 모든 인코더 제품을 범용서버에서 운영되는 소프트웨어로 개발하여 소프트웨어 기반 컴퓨터 어플라이언스 산업발전에 기여하였다.
   o 1998년 소프트웨어 DVD플레이어를 세계에서 3번째로 개발에 성공하여 일본, 독일 등에 수출
   o 2000년대 이동통신 강국으로 세계최초로 상용 서비스한 3G 모바일 방송 및 VOD 서비스 개발
   o 2011년에는 뉴미디어인 IPTV 인코더를 개발하여 수입품들을 대체
2) 한국무선인터넷산업연합회 회장으로 모바일산업 활성화에 기여
2011년부터 한국무선인터넷산업연합회 회장으로 모바일산업 활성화에 기여해 오고 있다. 무선인터넷 산업 정책개발, 표준화, 자율규제, 인력양성, 해외진출 지원 등의 사업을 수행함으로써, 무선인터넷산업 활성화 기반 구축을 통하여 글로벌 경쟁력을 확보하고 건전한 산업생태계 환경을 조성하기 위해 노력하고 있다.
   o DC(디지털콘텐츠)상생협력센터를 운영하여 대중소기업간 공정거래 환경 조성에 앞장
   o 불법콘텐츠의 유통, 스팸 등 부당마케팅 행위 등 이용자 피해를 막기 위한 사업자 자율규제 활동 전개
   o 초중고 학생들의 무선인터넷을 통한 유해콘텐츠 접속을 차단하고 사이버폭력을 근절하기 위한 '사이버안심존' 사업 확대
   o 스마트콘텐츠 및 모바일 앱 개발을 위한 개발 및 테스트 환경 조성(지방5개 광역경제권)
   o 청년취업인턴제를 통한 무선인터넷 전문 인력양성, 무선인터넷 시장정보 제공 등 글로벌경쟁력 강화를 위하여 노력
3) ICT 및 과학기술정책에 기여
2013년부터 조금 더 직접적으로 국가과학기술발전에 기여하기고자 국가과학기술정책을 살펴보기 시작하였다. 국가과학기술심의회에서 4년간 정부R&D사업 예산 심의 및 성과평가 등을 수행하였고, 국가과학기술연구회의 출연연구소 간 담장 허물기 시범사업인 ‘융합연구단’ 사업에 기획부터 현재에 이르기까지 융합연구위원으로 참여해 오고 있다.
뿐만 아니라, 국가R&D혁신, 규제개혁, 융합기술개발, 인터넷정책 등에 관련된 위원회 활동을 꾸준히 해오고 있다 2017년 10월부터 2020년 2월까지 대통령직속 4차산업혁명위원회 민간위원으로 산업경제분야 혁신위원장을 맡아 국가 4차산업혁명 정책수립, 대국민홍보와 규제 및 제도 개선에 대한 사회적합의 활동을 하였으며 2019년 4차산업혁명 대정부권고안을 작성하여 발표하는데 참여하였다. 2018년 1월부터 4차산업혁명위원회 내 스마트시티특별위원회 위원으로 스마트시티 국가시범도시의 기본계획을 수립하는데 일조하였고, 2018년3월부터 자동차 및 조선산업의 부진으로 위기에 놓인 지역의 지원을 위해 산업위기관리지역으로 지정하기 위한 산업부 지역산업위기심의위원회 위원장으로 군산을 포함한 6개 지역을 선정하여 지원활동 및 결과를 계속 모니터링하고 있다.
현재 대통령직속 디지털플랫폼정부위원회 위원장으로 활동하며 디지털플랫폼정부 구현을 위해 노력하고 있다.